# 心清水八幡神社
心清水八幡神社（こころしみずはちまんじんじゃ）は、福島県河沼郡会津坂下町塔寺にある神社。塔寺八幡宮とも呼ばれている。

## 概要
心清水八幡神社は高寺山南東に位置し、道路を挟んだ東隣には恵隆寺（立木観音堂）がある。社伝によれば陸奥守源頼義が天喜3年（1055年）にこの地に八幡神社を勧請したことがはじまりだという。現在の社殿は文久年間（1863～65年）に会津藩によって造営された。現在、神社には『塔寺八幡宮長帳』と称される長大な日誌と鰐口が保存されており、それぞれ国の重要文化財に指定されている。

## 塔寺八幡宮長帳
長帳は神主らが大般若経などの御経の転読やその配役などの神社の行事を記した日記で、全長約120mにも及ぶ長大なものである。現存するものでも貞和6年（1350年）より寛永12年（1635年）までの286年間分にも及んでいる。長帳の裏書には、会津を中心とした政治や社会の動きや災害などの記事が記載されており、会津中世史を解明するにあたっては第一級の史料といえる。その重要さは江戸時代より認識されており、『会津風土記』や『新編会津風土記』はもとより、塙保己一編集の『群書類従』にも取り上げられているほか、多くの写本が流布された。また、これとは別に、通称『異本塔寺長帳』と呼ばれる日誌が内閣文庫に現存しており、こちらは天喜5年（1057年）から享保20年（1735年）までの記録が記されている。なお、長帳はその貴重性から昭和4年（1929年）に国の重要文化財に指定された。

## 祭神
誉田別命、息長帯比売命、比咩大神

## 所在地
福島県河沼郡会津坂下町塔寺字松原2908

## アクセス
- JR只見線塔寺駅より徒歩20分
- 磐越自動車道会津坂下インターチェンジより車で10分